# Patrice Trovoada
Patrice Emery Trovoada (ur. 18 marca 1962 w Libreville) – polityk, minister spraw zagranicznych Wysp Świętego Tomasza i Książęcej w latach 2001–2002, czterokrotny premier (2008, 2010–2012, 2014–2018 i 2022–2025).

## Życiorys
Patrice Trovoada urodził się w 1962 w Libreville w Gabonie. Jest synem Miguela Trovoady, byłego premiera i prezydenta Wysp Świętego Tomasza w latach 1991–2001.
Od 26 września 2001 do 4 lutego 2002 pełnił funkcję ministra spraw zagranicznych. Był także doradcą prezydenta Fradique’a de Menezesa do maja 2005, kiedy został odwołany ze względu na oskarżenia o wykorzystywaniu zajmowanego stanowiska dla własnych korzyści.
Trovoada jest sekretarzem generalnym Niezależnej Akcji Demokratycznej (ADI, Acção Democrática Independente). Wziął udział w wyborach prezydenckich 30 lipca 2006, jednak został pokonany przez prezydenta de Menezesa. Trovoada był głównym kandydatem opozycji i zdobył 38,8% głosów poparcia.
W dniu 14 lutego 2008, po rezygnacji z urzędu Tomé Vera Cruz, został mianowany przez prezydenta de Menezesa nowym szefem rządu. Tego samego dnia przedstawił skład swojego gabinetu i został oficjalnie zaprzysiężony. 4 marca 2008 udał się z wizytą do Gabonu.
W tym samym roku 20 maja, z inicjatywy opozycyjnego Ruchu na rzecz Wyzwolenia Wysp Świętego Tomasza i Książęcej-Partii Socjaldemokratycznej (MLSTP/PSD), parlament przegłosował wotum nieufności wobec gabinetu Trovoady, głosami 30 za i 23 przeciw oraz dwóch wstrzymujących się. Trzy tygodnie później 11 czerwca 2008 prezydent de Menezes desygnował na stanowisko szefa rządu Joaquima Rafaela Branco, który objął urząd 22 czerwca 2008.
1 sierpnia 2010 pozostająca w opozycji Niezależna Akcja Demokratyczna (ADI) odniosła zwycięstwo w wyborach parlamentarnych, zdobywając 26 spośród 55 mandatów w parlamencie. 13 sierpnia 2010 prezydent Fradique de Menezes desygnował go, jako lidera największej partii politycznej, na stanowisko nowego szefa rządu. 14 sierpnia 2010 zaprzysiężony został mniejszościowy rząd Trovoady, składający się z 9 ministrów i jednego sekretarza stanu (7 członków ADI oraz trzy osoby spoza tej partii).
28 listopada 2012 trzy partie opozycyjne, dysponujące w sumie większością 29 głosów w parlamencie, uchwaliły wotum nieufności wobec mniejszościowego rządu Trovoady i przystąpiły do rozmów koalicyjnych. 10 grudnia 2012 prezydent Manuel Pinto da Costa desygnował Gabriela Costę na stanowiska nowego premiera, a nowy rząd popierany przez trzy dotąd opozycyjne partie zaprzysiężony został 12 grudnia 2012. W dniu 29 listopada 2014 został po raz trzeci wybrany na stanowisko premiera, które sprawował do 3 grudnia 2018. 11 listopada 2022 (po kolejnych wyborach pralmentarnych), po raz czwarty stanął na czele rządu. 6 stycznia 2025 prezydent Carlos Vila Nova odwołał go ze stanowiska premiera, motywując to niezdolnością rządu do rozwiązywania problemów państwa oraz czętymi niobecnościami Patrice'a Trovoady na terenie kraju.